# 関西ラグビーフットボール協会
関西ラグビーフットボール協会（Kansai Rugby Football Union）は、東海・北陸・近畿・中国・四国地方にまたがる日本ラグビーフットボール協会の支部協会の一つ。

## 主催大会
- トップウェスト
- 関西大学ラグビーフットボールリーグ
- 関西クラブラグビーフットボール大会
- 東西学生クラブ対抗試合 関西リーグ
- 全国高校ラグビー大会全国大会と東海・近畿・中国・四国地方の各地方大会（主管）
- ROOKIES CUP（ルーキーズカップ）- 7人制[1][2]
- 関西中学生ラグビーフットボール大会
- 関西ラグビーまつり
- 関西ミニ・ラグビージャンボリー交流大会（日本協会と共同主催）- 小学生チーム交流大会

## 沿革
- 1925年（大正14年）1月 - 西部ラグビー蹴球協会として設立。大学ラグビー経験者や同好者によるチーム「オールホワイト」こと関西ラグビー倶楽部[3]が母体[4][5]。同時期に関東ラグビー蹴球協会（関東ラグビーフットボール協会の前身）が設立される[4]。
- 1926年（大正15年）1月 - 日本ラグビー蹴球協会（日本ラグビーフットボール協会の前身）が設立される。
- 1928年（昭和3年）1月 - 日本統治時代の朝鮮と満州にそれぞれラグビー協会が誕生し、西部協会の支部として発足した[6]。
- 1929年（昭和4年）7月 - 西部協会に大阪支部（奈良県を含む）をはじめ7支部が設置される。
- 1929年（昭和4年）12月22日 - 国内初のラグビー専用グラウンド花園ラグビー場が完成する[7]。大阪電気軌道（後の近畿日本鉄道）社用地に、秩父宮雍仁親王の提案を元に作られた[8]。
- 1930年（昭和5年） - 台湾ラグビー協会が西部協会の支部として発足する[9]。
- 1945年（昭和20年）9月23日 - 日本における戦後初の試合が京大グラウンド（京都市左京区）で開催された。関西ラグビー倶楽部が24−6で第三高等学校（京都大学の前身）に勝利した[10][11]。広島市では、原子爆弾を投下された4か月後の1945年（昭和20年）12月16日に、広島県ラグビー協会が「広島OB」チームを結成し、三菱工作（現・三菱重工業）との試合を広島県総合体錬場（現・Balcom BMW 広島総合グラウンド）で行った[12]。
- 1946年（昭和21年）1月1日 - 戦前に元日恒例だった慶京定期戦（慶応義塾対京都大学）が復活した（第19回）。進駐軍に接収されていた日産厚生園グラウンド（現在の井の頭公園西園、東京都三鷹市）で開催[10]。3月25日には東西対抗試合（第16回）が復活した[10][11]。
- 1947年（昭和22年）9月 - 九州協会が分離独立（九州ラグビーフットボール協会）し、西部ラグビー蹴球協会は関西ラグビーフットボール協会と改称する。
- 1948年（昭和23年）3月 - 地域協会が3つになったことをきっかけに、各地域の選抜チームによる三地域対抗試合が始まる[13]。2010年（平成22年）第49回まで開催された。
- 1958年（昭和33年）秋 - 関西社会人ラグビーリーグ（現・トップウェスト）および関西大学ラグビーフットボールリーグが発足する。
- 1983年（昭和58年） - 女子ラグビー3チームが発足。ブラザー工業レディース（現・名古屋レディースR.F.C）、松阪レディース、世田谷レディース（現・世田谷区ラグビースクール）[14][15]。1988年（昭和63年）に日本女子ラグビーフットボール連盟が発足[16][17][18]し、2010年（平成22年）には日本ラグビーフットボール協会内に女子委員会が設立され、日本女子ラグビーフットボール連盟は発展的解消となる[19]。
- 1995年（平成7年）1月15日 - 第32回日本ラグビーフットボール選手権大会で、神戸製鋼が大東文化大学を102-14で大勝し、大会7連覇。この大差に、社会人1位と大学1位で「ラグビー日本一」を決める形式は、2年後（1997年）の開催が最後になる[20]。また、2日後（1995年1月17日）に阪神・淡路大震災が発生し、特に兵庫県内の被害・影響が大きかった[21]。
- 2002年（平成14年） - 朝日放送ラジオでラグビー情報コーナー「ムキムキ!!ノーサイド劇場」開始。2019年度まで関西協会が単独スポンサーを務め、放送は2020年度まで続いた。
- 2015年（平成27年) - 花園ラグビー場が近畿日本鉄道から東大阪市へ移譲[22]。改修を進め、ワールドカップ2019の試合会場選定を目指す[22]。
- 2015年（平成27年) - 関西ラグビーファンクラブを新設[23]。
- 2019年（令和元年）9月20日 - ワールドカップ2019（日本大会）開幕。管轄内では、小笠山総合運動公園エコパスタジアム（静岡県袋井市）、豊田スタジアム（愛知県豊田市）、東大阪市花園ラグビー場（大阪府東大阪市）、神戸市御崎公園球技場（兵庫県神戸市）が会場となった。
- 2019年（令和元年）11月30日 - 「ラビグー」が関西ラグビーフットボール協会公式マスコットに決定する[24]。
- 2022年（令和4年） - 関西ラグビーファンクラブを「ラビグー倶楽部」にリニューアル[25]。

## 管轄府県
管轄府県は次の通り：
- 北信越西：富山、石川、福井（高校大会での「北信越」は新潟・長野・富山・石川・福井の5県）
- 東海：静岡、愛知、岐阜、三重
- 近畿：滋賀、京都、大阪、兵庫、奈良、和歌山
- 中国：鳥取、島根、岡山、広島、山口
- 四国：香川、徳島、愛媛、高知

## 関西Aパネルレフリー
関西Aパネルレフリーは、2023-24シーズンにおいて関西ラグビーフットボール協会管轄エリアから選出されたレフリー。ムロオ関西大学Aリーグ、トップウェストAリーグなどを主に担当する。
- 飯田真治
- 稲西輝紀
- 大内想太
- 神村英理
- 木村正彦
- 金城学
- 下田紘朗
- 須川貴也
- 椿原歩
- 水谷元紀
- 四辻順一朗
- 米倉陽平
- 八木聖也

## マスコットキャラクター
- ラビグー - モチーフはウサギ。耳にも指があり、右耳でラグビーボールを持ち、左耳で親指を立てて「Good!」のポーズをとるのが基本型[24]。試合中のビジュアルでは耳は何も持たず、3人でスクラム1列目を組むこともある[27]。「RUGBY IS GOOD!」が名前の由来。2019年11月30日に公募で決まった[24]。

## スポンサー
2024年3月現在
- オフィシャルトップパートナー：ムロオ
- オフィシャルパートナー：フルタイムシステム、中谷本舗
- サポートカンパニー20：三友商事、岸本建設
- サポートカンパニー10：神戸ファストジャイロ、北畑産業
- サポートカンパニー5：アズウィンド、4D-Stretch
- オフィシャルメディアパートナー：読売新聞社、スポーツニッポン